# Hoki
Der Hoki (Macruronus novaezelandiae), auch Neuseeland-Hoki, Neuseeländischer Hoki, Blauer Seehecht oder Neuseeländischer Langschwanz-Seehecht genannt (engl.: blue grenadier oder blue hake), ist ein Fisch aus der Gattung der Südlichen Seehechte, der rund um die Südinsel von Neuseeland, bei den Chathaminseln, den Aucklandinseln, den Snaresinseln und an der Süd- und Westküste von Australien vorkommt. Der rund um Patagonien vorkommende Macruronus magellanicus ist abgesehen von der Flossenformel morphologisch kaum vom Hoki zu unterscheiden und galt früher als Unterart von M. novaezelandiae, wird heute jedoch als eigenständige Art angesehen. Der Hoki ist ein guter Speisefisch und wird kommerziell gefangen.

## Merkmale
Er hat einen langgestreckten, seitlich leicht abgeflachten Körper, der nach hinten immer schmaler und dünner wird. Die Fische erreichen für gewöhnlich eine Länge von 80 cm, Weibchen können maximal 130 cm lang werden, Männchen 120 cm. Das mittlere Gewicht liegt bei 1,5 kg, das Maximalgewicht bei 5 kg, und das Höchstalter bei 25 Jahren. Hokis sind silbrig gefärbt mit dunkleren Flossen, einem grünblauen Einschlag auf dem Rücken und einem weißlichen Bauch. Das Maul steht schräg, ist groß und endständig. Die Maxillare endet unter einer vertikalen Linie die durch den hinteren Rand des Auges verläuft. Die Prämaxillare ist mit zwei Zahnreihen besetzt. Die äußere Zahnreihe ist vorn mit großen Fangzähnen ausgestattet, danach folgen kleinere, nach hinten gebogene Zähne. Die Zähne der inneren Zahnreihe sind klein. Der Unterkiefer hat eine einzelne Zahnreihe, mit kleinen Zähne an der Symphyse, darauf folgenden großen Fangzähnen, die aber kleiner sind und weiter hinten stehen als die Fangzähne auf der Maxillare, und verschieden großen wie Pfeilspitzen geformte Zähne an den Seiten des Unterkiefers. Der Gaumen ist mit zwei unregelmäßigen Reihen kleiner zusammenhängender Zähne besetzt. Hokis besitzen zwei Rückenflossen, wobei die zweite mit der Schwanzflosse und der Afterflosse zu einem durchgehenden Flossensaum verbunden ist. Die erste Rückenflosse beginnt über dem Brustflossenansatz. Die Bauchflossen sind kleiner als die Brustflossen und ihr Ansatz liegt ein wenig weiter hinten.
- Flossenformel: Dorsale I I/10–12, Dorsale II 96–106; Anale 89–93, Pectorale 15–18, Ventrale 8.
- Wirbel: 78–81.
- Kiemenrechen: 27–35 (6–8 + 21–27).

## Lebensweise
Der Hoki bildet Schwärme und lebt für gewöhnlich in der Nähe des Meeresbodens, ausgewachsene Fische meist tiefer als 400 Meter, Jungfische auch in flacherem Wasser bis in Tiefen von 110 Meter, an Küsten, in Buchten und Lagunen. Gelegentlich schwimmen sie auch in die Unterläufe von Flüssen. Er ernährt sich von kleinen Fischen, besonders von Laternenfischen, von Krebstieren und Kopffüßern. Die Weibchen legen in einem Ablaichvorgang bis zu eine Million Eier.

## Belege
1. 1 2  
D. Lloris, J. Matallanas, P. Oliver: Hakes of the world (Family Merlucciidae). An annotated and illustrated catalogue of hake species known to date. (= FAO Species Catalogue for Fishery Purposes. No. 2). FAO, Rome 2005, S. 7. u. 13.
2. 1 2 3  
Hoki auf Fishbase.org (englisch)